# William Kavanaugh Oldham
William Kavanaugh Oldham, né le 20 mai 1865 à Richmond (Kentucky) et mort le 6 mai 1938 à Pettus (Arkansas), est un homme politique démocrate américain. Il est gouverneur de l'Arkansas par intérim en 1913.

## Sources
- (en) Cet article est partiellement ou en totalité issu de l’article de Wikipédia en anglais intitulé « William Kavanaugh Oldham » (voir la liste des auteurs).